# Лука Павлов
Лука Хаджистоев Хаджипавлов (също и Лукан хаджи Павлов) е виден гражданин на Пирдоп преди и след Освобождението на България.

## Биография
Роден е на 11 юни 1828 г. в гр. Пирдоп в бедно, но будно българско семейство. Баща му се занимавал със земеделие. През 1841 г. учи в килийното училище в Пирдоп при Кесарий Попвасилев и във взаимоучителното училище пак там при даскал Константин, Тодор Хрулев и Златан Кинов (1842 – 1843). След това учи в Плевен (1844 – 1845). Като младеж става ратай при руския консул в Пловдив Найден Геров. Геров забелязва в него склонност към науката и, вместо да се отнася с него като със слуга, той го приема за свой възпитаник и му дава възможност да учи в тогавашното гръцко училище в Пловдив.
Лука е назначен за учител в българското училище в квартал „Мараша“ в Пловдив (1853 – 1855). В края на Кримската война в 1856 г. Найден Геров напуска работата си в руското консулство в Пловдив и с това се прекратява учението на Лука Павлов. Служи и като певец в църквата „Свети Георги“. Един ден, когато донесли в църквата иконата на „Свети Лука“ и Лука Павлов я надписва на гърба на български език, гърците го наклеветяват пред турските власти като руски шпионин и бунтовник. Потърсен от властите, за да бъде арестуван през 1855 г., той избягва в Сърбия.
Там се озовава в Белград и със събраните малко средства от слугуването и учителстването си се записва ученик в Белградската гимназия, където учи до 1858 г. и завършва с отличен успех.
От една дописка от Видин с дата 8 юни 1858 г., печатана във вестник „Цариградски вестник“, узнаваме, че Лука Павлов е главен учител във Видин. Наред с учителстването си във Видин той се занимава и с издателска дейност, която е имала за цел да въоръжи българския учител с липсващите тогава помагала и учебници, които той съставя и печати в Белград. От Видин Лука Павлов често отива в Белград, за да отпечатва своите книги: „Кратка граматика на началните ученици“ в 2 000 екземпляра и „Кратък писмовник“, 1858 г.
Лука Павлов учителства във Видин до 1862 г. През същата година е учител и в Пирдоп. След това се занимава с търговия. Като търговец той замогва и дейно подпомага българските училища със значителни средства. Той е един от основателите на читалище „Напредък 1869“ в Пирдоп заедно с Александър Груев и други (1869). В периода 1871 – 1878 г. е училищен и църковен настоятел. От 1874 до 1877 г. е член на Смесения казалийски съвет. Взема участие и в подготовката на Априлското въстание в 1876 г.
След Освобождението е избран за депутат от Златишки окръг в Учредителното събрание в Търново през 1879 година. Участва в I ВНС. Избран е и като народен представител в Първото и във Второто обикновени народни събрания от Златишки окръг.
От 1883 г. е член на Софийския окръжен съвет.
Той построява за семейството си красива възрожденска къща в гр. Пирдоп, която от 1970 г. е обявена за паметник на културата от национално значение, и в която е настанен градския музей.
Умира на 17 март 1884 г. на 54-годишна възраст в родния си град. или 17 май 1884 г.

## Памет
В Пирдоп има улица на негово име.